# Biodégradation

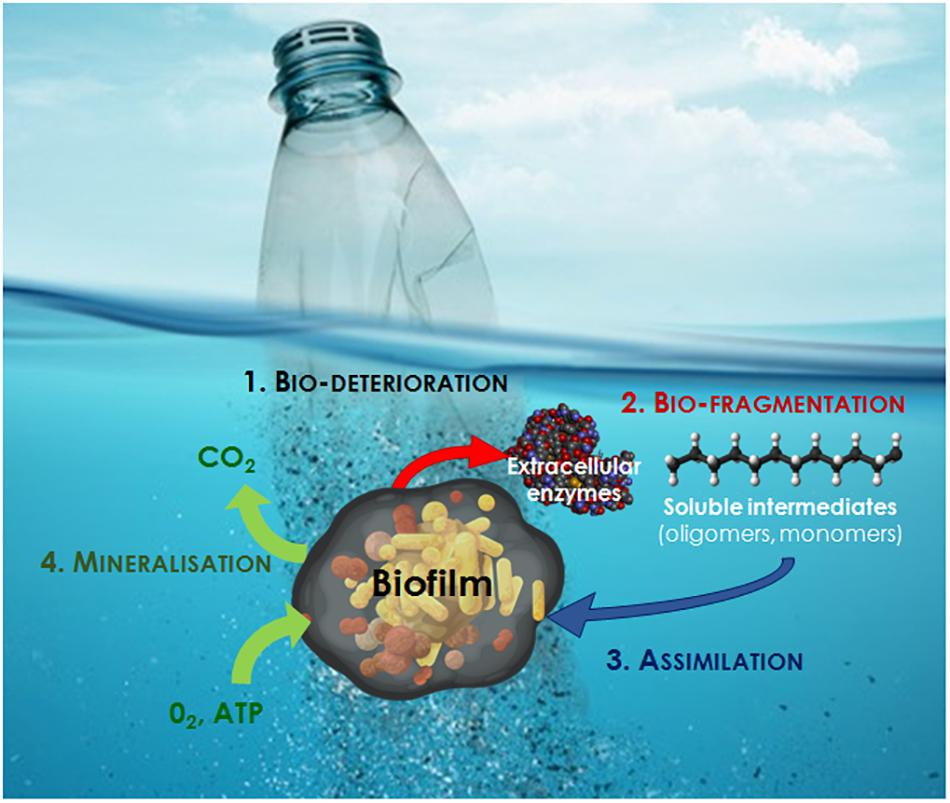
Différentes étapes de la biodégradation du plastique dans l'eau de mer.

La biodégradation est la décomposition de matières organiques par des microorganismes comme les bactéries, les champignons ou les algues. La biodégradabilité est la qualité d'une substance biodégradable. Elle s'apprécie en tenant compte à la fois du degré de décomposition d'une substance et du temps nécessaire pour obtenir cette décomposition. Une substance est dite biodégradable si, sous l'action d'organismes vivants extérieurs à sa substance, elle peut se décomposer en éléments divers, « dépourvus d'effet dommageable sur le milieu naturel » (selon la législation française), dioxyde de carbone CO2, eau, méthane. La biodégradation crée des gaz à effet de serre ; une lente biodégradation est préférable à une biodégradation rapide.
La biodégradation est spontanée et parfois lente, ou peut être favorisée ou accélérée par des apports en nutriments ou de souches bactériennes. Les organismes qui dégradent les molécules complexes et stables sont plus rares et fonctionnent souvent mieux en association (exemple : un ensemencement par des souches mixtes de Rhodococcus et Pseudomonas s'est montré plus efficace pour dégrader le fioul en milieu aquatique, et sans qu'on ait réussi à améliorer leurs performances en portant l'association à trois, quatre, ou cinq souches d'autres bactéries). L'association champignon et bactérie est très fréquente pour la dégradation de matières organiques.

## Définitions et généralités

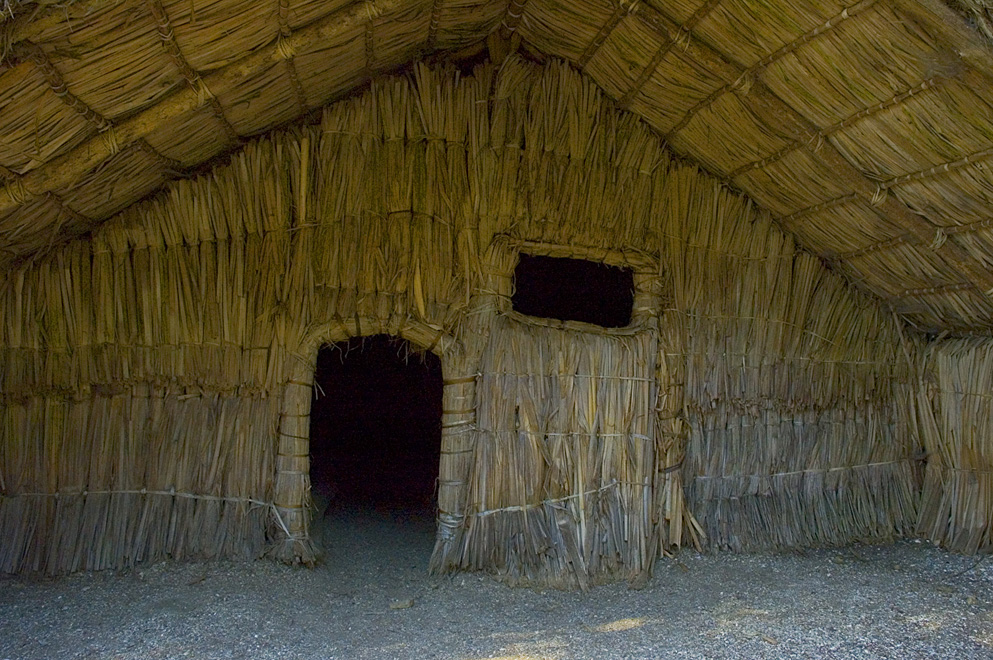
Maison traditionnelle presque entièrement biodégradable.

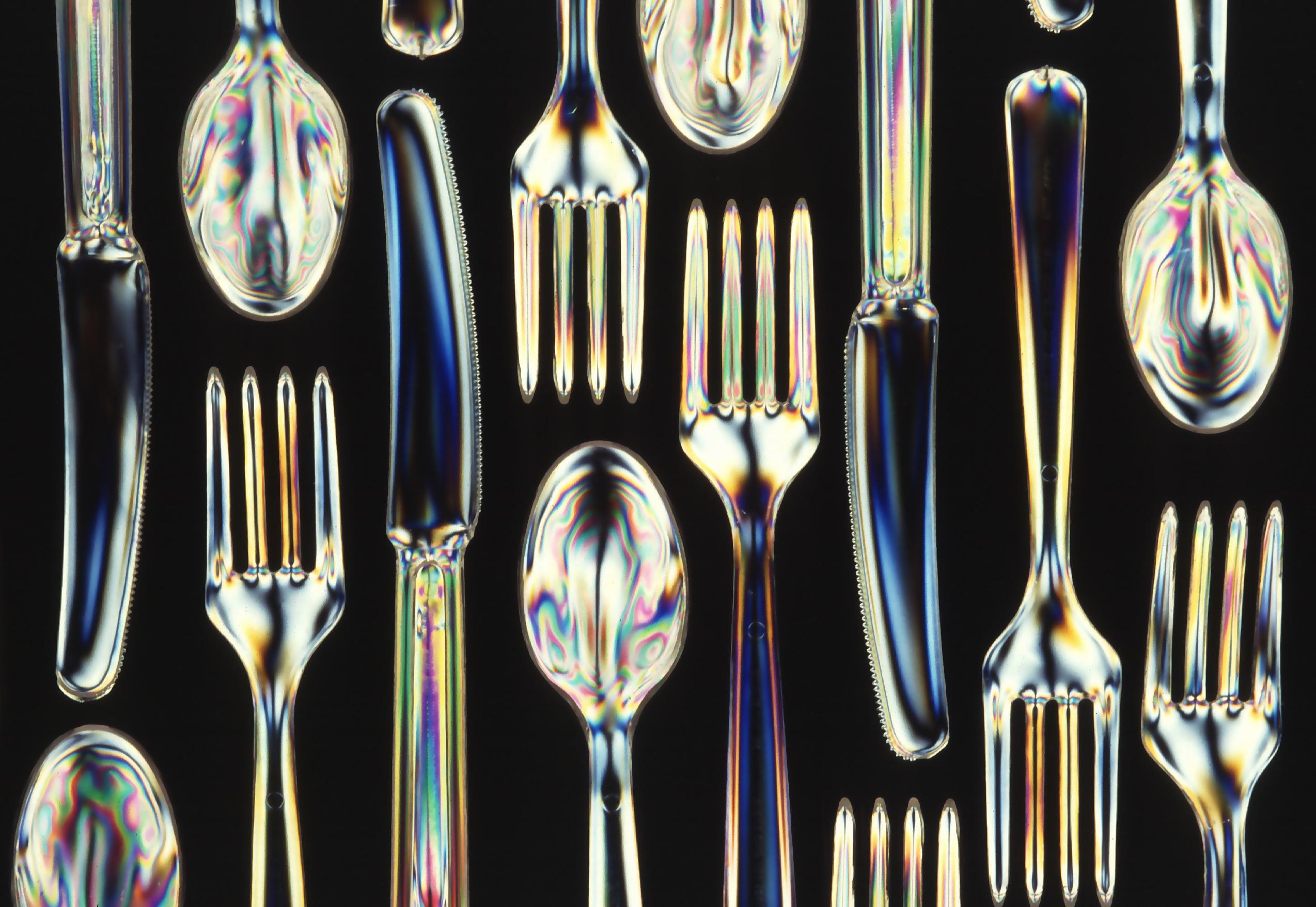
Exemple de couverts en matière plastique biodégradable.

Un matériau est dit biodégradable s'il a des caractéristiques de biodégradabilité très fortes. Un matériau est biodégradable s'il peut être converti en dioxyde de carbone ou en méthane, en eau et en biomasse sous l'effet des microorganismes qui utilisent le matériau comme nutriment.
Dans un milieu anaérobie, c'est-à-dire sans oxygène, la biodégradation est plus lente car l'oxygène est nécessaire aux microorganismes aérobies, mais il existe toute une population de microorganismes qui sont actifs en milieu anaérobie. Dans ces conditions, la biodégradation peut quand même avoir lieu mais elle produit du méthane, gaz à effet de serre relativement puissant. C'est le cas, par exemple, pour les déchets à base végétale qui sont enfouis.
Le compostage permet la biodégradation des matières organiques. Il ne faut pas confondre le compostage industriel et celui du fond du jardin. Le compostage industriel requiert un équipement spécifique pour le broyage, le compactage, l'aération, le retournement puis le criblage. Un produit dit compostable conforme à certaines normes l'est en général en compost industriel. Avant tout, les matières à composter doivent être soigneusement triées des matières non biodégradables, c'est un exercice auquel chaque consommateur devrait se former.
Un produit ne se biodégrade que s'il est en contact avec un environnement favorable aux microorganismes. La biodégradation d'un matériau est déterminée par sa nature chimique et non pas par son origine fossile ou végétale.
L'évaluation de la biodégradation est effectuée par les méthodes ISO du type 14855, 14882, 14851, en différents milieux.
Un produit est photodégradable s'il y a dégradation sous l'effet des rayons ultraviolets.
Les matériaux hydrosolubles se désagrègent sous l'effet de l'humidité.

## Durées de décomposition
| Produit                | Durée de décomposition |
| ---------------------- | ---------------------- |
| Papier toilette        | 2–4 semaines           |
| Journaux               | 6 semaines             |
| Trognon de pomme       | 2 mois                 |
| Boîte en carton        | 2 mois                 |
| Carton de lait         | 3 mois                 |
| Gants en coton         | 1–5 mois               |
| Gants en laine         | 1 an                   |
| Contreplaqué           | 1–3 ans                |
| Bois peint             | 13 ans                 |
| Sac en plastique       | 10–20 ans              |
| Boîte de conserve      | 50 ans                 |
| Couche jetable         | 50–100 ans             |
| Bouteille en plastique | 100 ans                |
| Canette en aluminium   | 200 ans                |
| Bouteille en verre     | Indéterminé            |

| Produit              | Durée de décomposition |
| -------------------- | ---------------------- |
| Légumes              | 5 jours – 1 mois       |
| Papier               | 2–5 mois               |
| T-shirt en coton     | 6 mois                 |
| Écorce d'orange      | 6 mois                 |
| Feuilles d'arbre     | 1 an                   |
| Chaussettes en laine | 1–5 ans                |
| Cartons de lait      | 5 ans                  |
| Chaussures en cuir   | 25–40 ans              |
| Tissu en nylon       | 30–40 ans              |
| Boîte de conserve    | 50–100 ans             |
| Canette en aluminium | 80–100 ans             |
| Polystyrène          | Plus de 500 ans        |
| Sac en plastique     | Plus de 500 ans        |
| Bouteille en verre   | 1 million d'années     |

## Exemples

### Bioplastiques
Il existe désormais une alternative économiquement considérée face à la menace représentée par les déchets plastiques dérivés des combustibles fossiles : les bioplastiques (exemple : à base de maïs), biodégradables, et successeurs possibles une fois le pic du pétrole annoncé dépassé.
Les matières plastiques dites hydrobiodégradables se biodégradent principalement par hydrolyse. Elles sont à base végétale et comportent une forte addition de produit fossile, en général du polyester aliphatique, pour leur conférer des propriétés mécaniques satisfaisantes. Dans l'état actuel de la technique, elles ne peuvent toujours convenir pour l'emballage des aliments car elles sont sensibles à l'humidité et les qualités barrières pour la conservation des aliments ne sont pas optimales.
En France, l'article 75 de la loi 2015-992 du 17 août 2015 interdit la production, la vente ou l'usage de sacs plastique ou d'emballages oxofragmentables car ni leur biodégradation ni leur compostabilité n'est prouvée.

### Hydrocarbures
On a trouvé des bactéries capables de (lentement) biodégrader les hydrocarbures, dont par exemple :
- certaines souches de Serratia marcescens ;
- certaines souches de Pseudomonas aeruginosa (ex : souches GS9–119, LBI, DS10–129...). Elles sont notamment trouvées dans les sols pollués par des hydrocarbures, ou dans les déchets liquides de l'industrie pétrolière[7]). Elle se montrent capables de sécréter un glycolipide qui est un puissant surfactant émulsifiant[8] et de se nourrir d'hydrocarbures, et est pour cette raison source de dégradation microbienne du diesel, de l'essence, du kérosène, voire d'huiles lubrifiantes[9], contribuant probablement à l'épuration de sols pollués par des hydrocarbures[10]. Certaines souches de cette bactérie sont en outre très résistantes à différents facteurs de stress, dont le plomb de l'essence[11] ou autres métaux lourds[12],[13], qu'elle peut par ailleurs concentrer (au risque qu'ils soient remontés vers l'écosystème par bioturbation, par exemple par des vers de terre ou par le mycélium de champignons).

## Comportement du consommateur

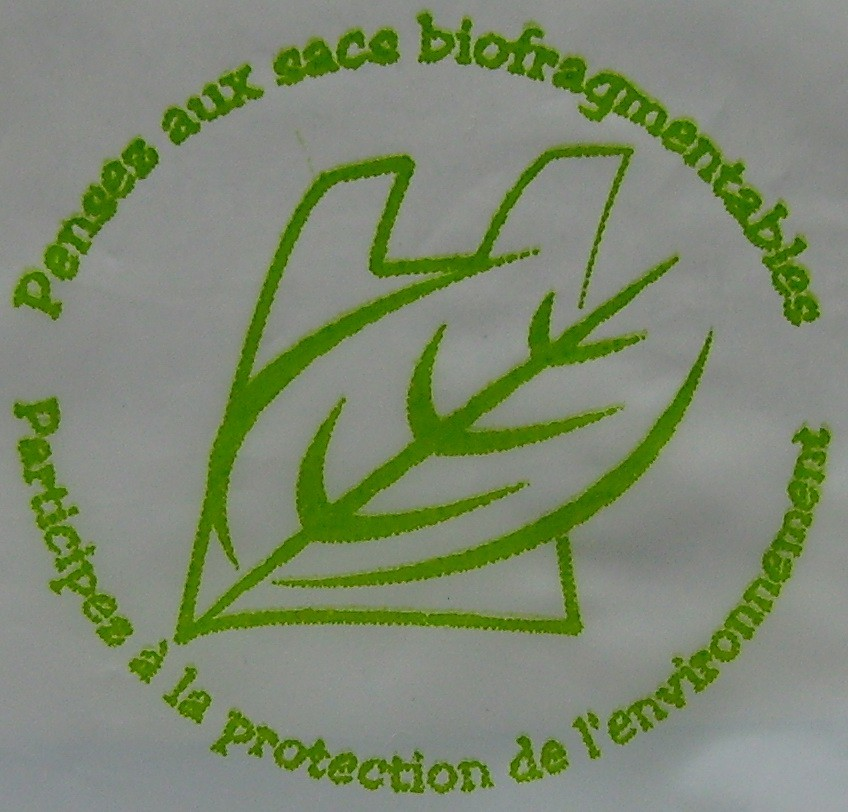
Information imprimée sur un sac plastique biofragmentable remis dans une boutique.

Un article biodégradable ne doit pas être abandonné n'importe où. Une crotte de chien est parfaitement biodégradable, mais sur un trottoir ce n'est pas sa place. De même, un sac biodégradable qui flotte au vent sera une pollution visuelle durant plusieurs mois car les conditions nécessaires à son compostage ne sont pas réunies : 60 °C minimum et une humidité suffisante.
L'acide polylactique est un exemple de matériau biodégradable. D'autre part, il ne faut pas systématiquement considérer qu'un matériau biodégradable est écologique. Certains sont issus de l'amidon des végétaux, qui sont parfois des maïs très gourmands en eau ou de variétés transgéniques comme l'acide polylactique, compostable mais non-biodégradable en dessous de 55 °C. Donc, bien que normé, il ne règle aucun problème environnemental. Il existe même des matériaux biodégradables issus du pétrole, ressource non-renouvelable.
Les principales applications industrielles de plastiques biodégradables et compostables sont les sacs distribués dans les supermarchés (38 % de la consommation totale), le secteur de l'emballage (gobelets et récipients alimentaires, films, filets, mousses) ainsi que le secteur produisant des sacs plastique pour la collecte et le compostage des déchets naturels.
Les acteurs-clés du marché des plastiques biodégradables sont : BASF (Allemagne), NatureWorks LLC (en) (États-Unis), Biotec (Allemagne, qui utilise de la fécule de pomme de terre), Novamont (Italie), Rodenburg Biopolymers (Pays-Bas), Vegeplast (France), Symphony Environmental (Angleterre), EPI (Canada). À elles seules, ces entreprises totalisent plus de 90 % du marché européen des plastiques biodégradables et leur part sur le marché mondial atteint des proportions du même ordre. L'association internationale des polymères biodégradables (International Biodegradable Polymers Association & Working Groups, IBAW) regroupe les fabricants de matière à bases végétales. Voir aussi le Biodegradable Products Institute.

## Tests
Ils consistent généralement à :
- exposer un produit ou objet aux conditions normales de l'environnement, ou à des conditions particulières (enfoui dans le sol par exemple) et observer à quelle vitesse il se dégrade sous l'action d'organismes vivants
- exposer un produit ou un objet à un type d'organismes potentiellement capables de le biodégrader pour étudier sa capacité réelle à le dégrader
- exposer des organismes saprophytes, décomposeurs, etc. à divers produits (biocides, pigments, charges, contaminants par exemple) susceptibles de contaminer des substances ou objets que l'on voudrait méthaniser ou rendre biodégradable.

Des tests spéciaux ont été mis au point pour tester (dans un milieu dépourvu d’oxygène) la toxicité ou le caractère inhibiteur d’un produit sur des organismes totalement anaérobies (bactéries méthanogènes notamment) ; de même pour tester la capacité d’organismes anaérobies à biodégrader certaines substances ou matériaux. Ils sont utiles pour optimiser la productivité des méthaniseurs, ou étudier les processus en cours dans les sédiments, bouchons vaseux des estuaires, tourbières ou écosystèmes sous-glaciaires, dans les zones marines mortes, ou partout où le milieu de vie est anoxique.